# Hopman Cup 2016
Der Hopman Cup 2016 war die 28. Ausgabe des Tennisturniers im australischen Perth. Er wurde vom 3.–9. Januar 2016 ausgetragen. Erstmals seit Einführung spielte eine Nation – das Gastgeberland Australien – mit zwei Teams. Titelverteidiger war das Team aus Polen, das 2016 nicht eingeladen wurde. Gewonnen hat zum zweiten Mal ein Team aus Australien, bestehend aus Darja Gawrilowa und Nick Kyrgios.

## Teilnehmer und Gruppeneinteilung
| Nation             | Teilnehmer                             |
| ------------------ | -------------------------------------- |
| Australien Gold    | Jarmila Wolfe / Lleyton Hewitt         |
| Tschechien         | Karolína Plíšková / Jiří Veselý        |
| Ukraine            | Elina Switolina / Oleksandr Dolhopolow |
| Vereinigte Staaten | Serena Williams / Jack Sock            |

| Nation                 | Teilnehmer                          |
| ---------------------- | ----------------------------------- |
| Australien Grün        | Darja Gawrilowa / Nick Kyrgios      |
| Frankreich             | Caroline Garcia / Kenny de Schepper |
| Deutschland            | Sabine Lisicki / Alexander Zverev   |
| Vereinigtes Königreich | Heather Watson / Andy Murray        |

- Casey Dellacqua zog noch vor Turnierbeginn ihre Teilnahme zurück und wurde durch Jarmila Wolfe ersetzt.[2][3]
- Karolína Plíšková ersetzte Lucie Šafářová bei dem Turnier, wie Ende Dezember bekannt wurde, da diese sich noch von einer Bauchmuskelverletzung erholen musste.[4]
- Kenny de Schepper ersetzte vor Turnierbeginn Gaël Monfils.[5]
- Serena Williams spielte nur ein Match und wurde sonst von Victoria Duval ersetzt, da sie mit Kniebeschwerden zu kämpfen hatte.[6]

## Spielplan

### Tabelle
| Pos. | Land               | Gewonnen | Verloren | Spiele  | Sätze |
| ---- | ------------------ | -------- | -------- | ------- | ----- |
| 1    | Ukraine            | 3        | 0        | 105:89  | 13:7  |
| 2    | Tschechien         | 1        | 2        | 122:108 | 12:10 |
| 3    | Australien Gold    | 1        | 2        | 103:104 | 10:11 |
| 4    | Vereinigte Staaten | 1        | 2        | 86:115  | 7:14  |

| Pos. | Land                   | Gewonnen | Verloren | Spiele  | Sätze |
| ---- | ---------------------- | -------- | -------- | ------- | ----- |
| 1    | Australien Grün        | 3        | 0        | 119:101 | 15:8  |
| 2    | Vereinigtes Königreich | 2        | 1        | 123:111 | 14:8  |
| 3    | Deutschland            | 1        | 2        | 90:115  | 6:15  |
| 4    | Frankreich             | 0        | 3        | 95:110  | 9:13  |

| Abschnitt | Datum          | Team 1                 | Team 2                 | Ergebnis |
| --------- | -------------- | ---------------------- | ---------------------- | -------- |
| Vorrunde  | 3. Januar 2016 | Australien Grün        | Deutschland            | 3:0      |
| Vorrunde  | 3. Januar 2016 | Australien Gold        | Tschechien             | 0:3      |
| Vorrunde  | 4. Januar 2016 | Ukraine                | Vereinigte Staaten     | 2:1      |
| Vorrunde  | 4. Januar 2016 | Vereinigtes Königreich | Frankreich             | 2:1      |
| Vorrunde  | 5. Januar 2016 | Tschechien             | Ukraine                | 1:2      |
| Vorrunde  | 5. Januar 2016 | Australien Gold        | Vereinigte Staaten     | 3:0      |
| Vorrunde  | 6. Januar 2016 | Frankreich             | Deutschland            | 1:2      |
| Vorrunde  | 6. Januar 2016 | Australien Grün        | Vereinigtes Königreich | 2:1      |
| Vorrunde  | 7. Januar 2016 | Australien Gold        | Ukraine                | 1:2      |
| Vorrunde  | 7. Januar 2016 | Tschechien             | Vereinigte Staaten     | 1:2      |
| Vorrunde  | 8. Januar 2016 | Vereinigtes Königreich | Deutschland            | 3:0      |
| Vorrunde  | 8. Januar 2016 | Australien Grün        | Frankreich             | 2:1      |
| Finale    | 9. Januar 2016 | Ukraine                | Australien Grün        | 0:2      |

## Ergebnisse
| Datum          | Team 1                 | Team 2                 | Ergebnis | Spiel        | Spieler 1             | Spieler 2             | Resultat          |
| -------------- | ---------------------- | ---------------------- | -------- | ------------ | --------------------- | --------------------- | ----------------- |
| 3. Januar 2016 | Australien Grün        | Deutschland            | 3:0      | Dameneinzel  | Darja Gawrilowa       | Sabine Lisicki        | 6:2, 6:2          |
| 3. Januar 2016 | Australien Grün        | Deutschland            | 3:0      | Herreneinzel | Nick Kyrgios          | Alexander Zverev      | 4:6, 6:1, 6:4     |
| 3. Januar 2016 | Australien Grün        | Deutschland            | 3:0      | Mixed        | Gawrilowa, Kyrgios    | Lisicki, Zverev       | 6:3, 4:6, [10:7]  |
| 3. Januar 2016 | Australien Gold        | Tschechien             | 0:3      | Dameneinzel  | Jarmila Wolfe         | Karolína Plíšková     | 5:7, 3:6          |
| 3. Januar 2016 | Australien Gold        | Tschechien             | 0:3      | Herreneinzel | Lleyton Hewitt        | Jiří Veselý           | 3:6, 7:61, 4:6    |
| 3. Januar 2016 | Australien Gold        | Tschechien             | 0:3      | Mixed        | Wolfe, Hewitt         | Plíšková, Veselý      | 2:6, 5:7          |
| 4. Januar 2016 | Ukraine                | Vereinigte Staaten     | 2:1      | Dameneinzel  | Elina Switolina       | Victoria Duval        | 6:4, 6:1          |
| 4. Januar 2016 | Ukraine                | Vereinigte Staaten     | 2:1      | Herreneinzel | Oleksandr Dolhopolow  | Jack Sock             | 6:4, 6:2          |
| 4. Januar 2016 | Ukraine                | Vereinigte Staaten     | 2:1      | Mixed        | Switolina, Dolgopolow | Duval, Sock           | 2:6, 3:6          |
| 4. Januar 2016 | Vereinigtes Königreich | Frankreich             | 2:1      | Dameneinzel  | Heather Watson        | Caroline Garcia       | 3:6, 7:5, 3:6     |
| 4. Januar 2016 | Vereinigtes Königreich | Frankreich             | 2:1      | Herreneinzel | Andy Murray           | Kenny de Schepper     | 6:2, 6:2          |
| 4. Januar 2016 | Vereinigtes Königreich | Frankreich             | 2:1      | Mixed        | Watson, Murray        | Garcia, de Schepper   | 6:2, 5:7, [10:6]  |
| 5. Januar 2016 | Tschechien             | Ukraine                | 1:2      | Dameneinzel  | Karolína Plíšková     | Elina Switolina       | 5:7, 2:6          |
| 5. Januar 2016 | Tschechien             | Ukraine                | 1:2      | Herreneinzel | Jiří Veselý           | Oleksandr Dolhopolow  | 5:7, 6:73         |
| 5. Januar 2016 | Tschechien             | Ukraine                | 1:2      | Mixed        | Plíšková, Veselý      | Switolina, Dolgopolow | 6:3, 6:1          |
| 5. Januar 2016 | Australien Gold        | Vereinigte Staaten     | 3:0      | Dameneinzel  | Jarmila Wolfe         | Serena Williams       | 7:5, 2:1 Aufgabe  |
| 5. Januar 2016 | Australien Gold        | Vereinigte Staaten     | 3:0      | Herreneinzel | Lleyton Hewitt        | Jack Sock             | 7:5, 6:4          |
| 5. Januar 2016 | Australien Gold        | Vereinigte Staaten     | 3:0      | Mixed        | Wolfe, Hewitt         | Duval, Sock           | 7:64, 6:1         |
| 6. Januar 2016 | Frankreich             | Deutschland            | 1:2      | Dameneinzel  | Caroline Garcia       | Sabine Lisicki        | 6:2, 7:65         |
| 6. Januar 2016 | Frankreich             | Deutschland            | 1:2      | Herreneinzel | Kenny de Schepper     | Alexander Zverev      | 2:6, 2:6          |
| 6. Januar 2016 | Frankreich             | Deutschland            | 1:2      | Mixed        | Garcia, de Schepper   | Lisicki, Zverev       | 4:6, 7:66, [6:10] |
| 6. Januar 2016 | Australien Grün        | Vereinigtes Königreich | 2:1      | Dameneinzel  | Darja Gawrilowa       | Heather Watson        | 7:62, 2:6, 5:7    |
| 6. Januar 2016 | Australien Grün        | Vereinigtes Königreich | 2:1      | Herreneinzel | Nick Kyrgios          | Andy Murray           | 6:4, 7:65         |
| 6. Januar 2016 | Australien Grün        | Vereinigtes Königreich | 2:1      | Mixed        | Gawrilowa, Kyrgios    | Watson, Murray        | 6:2, 6:70, [11:9] |
| 7. Januar 2016 | Australien Gold        | Ukraine                | 1:2      | Dameneinzel  | Jarmila Wolfe         | Elina Switolina       | 3:6, 3:6          |
| 7. Januar 2016 | Australien Gold        | Ukraine                | 1:2      | Herreneinzel | Lleyton Hewitt        | Oleksandr Dolhopolow  | 6:4, 3:6, 4:6     |
| 7. Januar 2016 | Australien Gold        | Ukraine                | 1:2      | Mixed        | Wolfe, Hewitt         | Switolina, Dolgopolow | 3:6, 7:5, [10:5]  |
| 7. Januar 2016 | Tschechien             | Vereinigte Staaten     | 1:2      | Dameneinzel  | Karolína Plíšková     | Victoria Duval        | 4:6, 6:1, 6:4     |
| 7. Januar 2016 | Tschechien             | Vereinigte Staaten     | 1:2      | Herreneinzel | Jiří Veselý           | Jack Sock             | 6:4, 2:6, 6:73    |
| 7. Januar 2016 | Tschechien             | Vereinigte Staaten     | 1:2      | Mixed        | Plíšková, Veselý      | Duval, Sock           | 6:75, 6:4, [7:10] |
| 8. Januar 2016 | Vereinigtes Königreich | Deutschland            | 3:0      | Dameneinzel  | Heather Watson        | Sabine Lisicki        | 6:3, 6:4          |
| 8. Januar 2016 | Vereinigtes Königreich | Deutschland            | 3:0      | Herreneinzel | Andy Murray           | Alexander Zverev      | 6:3, 6:4          |
| 8. Januar 2016 | Vereinigtes Königreich | Deutschland            | 3:0      | Mixed        | Watson, Murray        | Lisicki, Zverev       | 6:3, 6:4          |
| 8. Januar 2016 | Australien Grün        | Frankreich             | 2:1      | Dameneinzel  | Darja Gawrilowa       | Caroline Garcia       | 4:6, 6:77         |
| 8. Januar 2016 | Australien Grün        | Frankreich             | 2:1      | Herreneinzel | Nick Kyrgios          | Kenny de Schepper     | 6:4, 6:4          |
| 8. Januar 2016 | Australien Grün        | Frankreich             | 2:1      | Mixed        | Gawrilowa, Kyrgios    | Garcia, de Schepper   | 6:4, 2:6, [11:9]  |
| 9. Januar 2016 | Ukraine                | Australien Grün        | 0:2      | Dameneinzel  | Elina Switolina       | Darja Gawrilowa       | 4:6, 6:76         |
| 9. Januar 2016 | Ukraine                | Australien Grün        | 0:2      | Herreneinzel | Oleksandr Dolhopolow  | Nick Kyrgios          | 3:6, 4:6          |
| 9. Januar 2016 | Ukraine                | Australien Grün        | 0:2      | Mixed        | Switolina, Dolgopolow | Gawrilowa, Kyrgios    | nicht gespielt    |